# Alice Torriani
Alice Torriani est une actrice italienne née le 25 mars 1984 à Rozzano (Italie).

## Filmographie
- 2009 : Dix hivers à Venise (Dieci inverni) de Valerio Mieli
- 2009 : Amore 14 de Federico Moccia
- 2010 : Alice  de Oreste Crisostomi
- 2012 : È nata una star? de Lucio Pellegrini
- 2012 : Tutto parla di te de Alina Marazzi
- 2015 : Loro chi? de  Francesco Miccichè et Fabio Bonifacci
- 2015 : La città senza notte de Alessandra Pescetta
- 2016 : D.A.D. de Marco Maccaferri
- 2019 : Lessons of Love de Chiara Campara